# La Maison sous les arbres
Pour l’article homonyme, voir La Maison sous les arbres (bande originale).
Pour plus de détails, voir Fiche technique et Distribution.
La Maison sous les arbres est un film américano-italo-français réalisé par René Clément et sorti en 1971.
Il s'agit d'une adaptation du roman américain The Children are Gone d'Arthur Cavanaugh, publié en 1966.

## Synopsis
Un couple d'Américains et leurs deux enfants viennent vivre à Paris. Déjà fragile, le couple est meurtri lors de l'enlèvement de leurs enfants. Le père voit alors resurgir son passé trouble d'agent spécial et d'espion industriel...

## Fiche technique
Sauf indication contraire, les informations mentionnées dans cette section peuvent être confirmées par la base de données cinématographiques Unifrance,  présente dans la section « Liens externes ».
- Titre original : La Maison sous les arbres[1]
- Titre italien : Unico indizio: una sciarpa gialla
- Titre anglais : The Deadly Trap
- Réalisation : René Clément, assisté de Patrick Bureau et Denis Amar
- Scénaristes : René Clément, Peter Buchman, Sidney Buchman, Eleanor Perry et Ring Lardner Jr. (non crédité)
- Directeur de la photographie : Andréas Winding
- Compositeur : Gilbert Bécaud
- Montage : Françoise Javet
- Directeur artistique : Jean André
- Sociétés de production : Les Films Corona, Les Films Pomereu et Oceania Produzioni Internazionali Cinematografiche
- Pays de production :  France -  Italie -  États-Unis[1]
- Langue de tournage : anglais
- Format : Son mono - 35 mm - couleur - 1,85:1
- Genre : thriller psychologique[1]
- Date de sortie : 
  - Belgique : 1971 (Festival du film européen de Bruxelles)
  - France : mai 1971 (Festival de Cannes 1971) ; 9 juin 1971[1]
  - Italie : 14 janvier 1972
  - États-Unis : 25 octobre 1972

## Distribution
- Faye Dunaway (VF : Sylvie Moreau) : Jill Halard
- Frank Langella (VF : Pierre Vaneck)  : Philippe Halard
- Barbara Parkins : Cynthia
- Raymond Gérôme : le commissaire Chemeille
- Maurice Ronet : l'étranger
- Karen Blanguernon : Miss Hansen
- Gérard Buhr : le psychiatre
- Patrick Dewaere (certifié): l'homme à l'écharpe jaune

## Vidéothèque
Ce film a été édité en DVD, en France, en 2018 par Studio Canal. Il se trouve facilement.